# مورچه‌مرغ تاج‌برهنه
مورچه‌مرغ تاج‌برهنه (نام علمی: Gymnocichla nudiceps) گونه‌ای از پرندگان تیرهٔ Thamnophilidae در سردهٔ تک‌نماد Gymnocichla است.
سردهٔ Gymnocichla توسط جانورشناس انگلیسی فیلیپ اسکلتر در سال ۱۸۵۸ ساخته شد.